# بوی باران (مجموعه تلویزیونی)
بوی باران مجموعهٔ تلویزیونی ایرانی به کارگردانی محمود معظمی و تهیه‌کنندگی محمدرضا تخت‌کشیان است که برای پخش از شبکهٔ یک سیما در سال ۱۳۹۸، تهیه و تولید شده و از شبکه یک و شبکه تماشا پخش شده‌است.

## بازیگران
| بازیگر             | شخصیت          | نقش |
| ------------------ | -------------- | --- |
| رضا کیانیان        | سیاوش ستوده    | رئیس کارخانه تفکیک زباله،همسر سیمین،پدر شهاب و شادی،پسر خانم جان،پدر شوهر فرشته                                           |
| رؤیا نونهالی       | سیمین بهرامی   | همسر سیاوش،مادر شهاب و شادی،عروس خانم جان،مادر شوهر فرشته                                                                 |
| نرگس محمدی         | ترانه ناصری    | همسر سهیل،خواهر پیمان و نغمه،کارگر سابق سیمین                                                                             |
| سید مهرداد ضیایی   | علیرضا رستگار  | سروان و دادستان،بازپرس پرونده پیمان،همسر سابق سارا                                                                        |
| مهدی سلوکی         | پیمان ناصری    | برادر ترانه و نغمه،نامزد سابق فرشته                                                                                       |
| شمسی فضل‌الهی       | خانم جان       | مادر سیاوش،مادر بزرگ شهاب و شادی،مادرشوهر سیمین                                                                           |
| حمیرا ریاضی        | سارا زارع      | وکیل،وکیل پیمان،دادستان پرونده پیمان،همسر سابق علیرضا                                                                     |
| ساناز سعیدی        | فرشته شاهسواری | همسر شهاب،دختر فیروزه،خواهر نفیسه،عروس سیاوش و سیمین،خواهر زن داوود،زن برادر شادی،کارگر کارخانه سیاوش                     |
| شهرزاد کمال‌زاده    | مرجان جاوید    | دختر جاوید،دختر ناتنی مونا،نامزد سابق شهاب                                                                                |
| آزیتا ترکاشوند     | فریبا رحمانی   | کارگر کارخانه سیاوش |
| سپیده خداوردی      | ناجیه نصیری    | کارگر کارخانه سیاوش،همسر سابق سیاوش                                                                                       |
| مریم کاویانی       | سمیه نومنی     | کارگر کارخانه سیاوش،مادر برهان                                                                                            |
| محمدرضا هاشمی      | شهاب ستوده     | همسر فرشته،پسر سیاوش و سیمین،برادر شادی،نوه خانم جان،داماد فیروزه،شوهر خواهر نفیسه،باجناق داوود،نامزد سابق مرجان و شهرزاد |
| شهاب شادابی        | سهیل کریمی     | نخبه،همسر ترانه،پسر فریدون و نسرین،برادر زاده کریمی                                                                       |
| فخرالدین صدیق شریف | فریدون کریمی   | همسر نسرین،پدر سهیل،برادر کریمی،پدر شوهر ترانه                                                                            |
| رحمان باقریان      | مصطفی ناصری    | همسر منیژه،پدر ترانه و پیمان و نغمه،پدر زن سهیل،زن برادر کریمی                                                            |
| مهوش صبرکن         | منیژه کرمی     | همسر مصطفی،مادر ترانه و پیمان و نغمه،مادر زن سهیل                                                                         |
| معصومه آقاجانی     | نسرین فروزش    | همسر فریدون،مادر سهیل |
| احسان امانی        | جاوید          | مهندس،همسر مونا،پدر مرجان                                                                                                 |
| مرتضی کاظمی        | دکتر           | رئیس سهیل،عموی سهیل |
| شیوا خنیاگر        | فیروزه         | مادر فرشته و نفیسه،مادر زن شهاب و داوود                                                                                   |
| وحید نفر           | داوود          | شوهر نفیسه،داماد فیروزه،شوهر خواهر فرشته،باجناق شهاب                                                                      |
| سعید رضایی         | آرمان          | دوست شهاب،همسر سابق هاله                                                                                                  |
| بهزاد داوری        | عباس مهدیان    | سرگرد،دستیار علیرضا |
| سمیه نجومی         | دکتر سماوات    | استاد ترانه |
| سیما مطلبی         | مطلبی          | معاون سیمین |
| آرش فلاحت پیشه     | پرویز اسدی     | قاتل فریبا،سرکارگر کارخانه سیاوش                                                                                          |
| علی برادری         | شهرام فرزاد    | قاتل سهیل و برهان،دوست پیمان                                                                                              |
| معصومه احمدزاده    | لیلا           | پرستار خانم جان و شادی |
| مهسا هاشمی         | نغمه           | خواهر ترانه و پیمان |
| رعنا مستعلمی       | هاله           | همسر سابق آرمان |
| سیما خضرآبادی      | شهرزاد         | خواهرزاده سارا،نامزد سابق شهاب                                                                                            |
| آزاده ریاضی        | مونا سعیدی     | همسر جاوید،مادر ناتنی مرجان،خاله مرجان                                                                                    |
| پروین ملکی         | زهرا خانم      | همسایه ترانه |
| زهره صفوی          | معصومه         | مادر علیرضا،مادر شوهر سابق سارا                                                                                           |
| مائده تقوایی       | نفیسه شاهسواری | همسر داوود،دختر فیروزه،خواهر فرشته،خواهر زن شهاب                                                                          |
| مهدی مختاری        | برهان          | کارگر کارخانه سیاوش،پسر سمیه                                                                                              |

## بازخورد
این مجموعه مورد انتقاد بینندگان قرار گرفت. «وجود تعارضات فراوان داستان با قوانین جزایی ایران» در مجموعه مورد انتقاد مخاطبان قرار گرفت و آن را «کم‌تجرگی نویسندگان» دانستند. «بی‌اخلاقی قهرمان داستان» نیز مورد انتقاد رسانه‌ها و مخاطبین واقع شد، شخص ترانه به عنوان خواهر متهم اصلی (پیمان) یک پزشک جوان است که سعی در رمزگشایی از پرونده و رهایی برادر خود دارد و برای دسترسی به این هدف از دروغگویی، دزدی و مسموم کردن افراد هیچ ابایی ندارد. «ساده انگاری مخاطب» از دیگر مواردی بود که مورد انتقاد مخاطبین واقع شد.
این مجموعه یکی از پرچالش‌ترین سریال‌های تلویزیون ایران در چندسال اخیر بود. این سریال علاوه بر اینکه از زمان پخش قسمت‌های ابتداییبه انحای مختلف مورد انتقاد رسانه‌ها واقع شده بود پس از پخش قسمت چهل و یکم مورد انتقاد جمعی مخاطبین تلویزیون ایران واقع شد به گونه ای که هشتگ بوی باران به یکی از هشتگ‌های ترند توییتر فارسی زبانان تبدیل شد. پس از کنشگری مخاطبان، پایان بندی سریال تغییر کرد و با اضافه شدن ۱۵ قسمت، تعداد اپیزودهای آن به ۶۵ قسمت افزایش یافت اما این تغییر رویکرد نه تنها باعث کاهش انتقادات نشد بلکه با گسترش دامنهٔ نقدها برخی بازیگران این سریال نیز در جایگاه منتقد قرار گرفتند، از جملهٔ این انتقادات می‌توان به اظهارات شهاب شادابی (بازیگر نقش سهیل) در رابطه با خلاء فیلمنامه ای این مجموعه،انتقادات مریم کاویانی (بازیگر نقش سمیه) در رابطه با بی‌اخلاق نشان دادن زنان ایرانی در سریال و گفته‌های شمسی فضل‌الهی (بازیگر نقش خانوم جان) نسبت به نواقص و کاستی‌های ناشی از کار نویسندگان اشاره کرد. متعاقباً پایان بندی سریال مجدداً تغییر داده شد و با اضافه شدن ۱۰ قسمت دیگر، تعداد اپیزودهای این مجموعه به ۷۵ افزایش یافت و اما این تغییر هم پایان ماجرا نبود، با اضافه شدن این اپیزودها جایگاه نقش‌ها به طرزی اساسی تغییر کرد، به گونه ای که داستان ترانه با بازی نرگس محمدی (بازیگر) که در پنجاه قسمت مجموعه، اساس روایت محسوب می‌شد، مبدل به داستانی فرعی شد و ادامهٔ روند فیلمنامه به کشمکش پلیس و گروه‌های بزه کار اختصاص یافت، این تغییر رویکرد نیز به نوبهٔ خود به حجم انتقاداتی که از ابتدای سریال به نویسندگان وارد بود افزود، در نهایت نیز با کوتاه کردن سریال مجدداً تعداد اپیزودها از ۷۵ به ۶۵ کاهش یافت؛ در واقع این سریال دارای چندین پایان بندی متفاوت بوده‌است.
با این وجود، اسکندر مؤمنی، دبیر ستاد مبارزه با مواد مخدر، نتیجه و سرنوشت استفاده از مواد مخدر که در مجموعه به تصویر کشیده شده بود را ستایش کرد.همچنین در صحنه فیلم‌برداری این فیلم لوون هفتوان جانش را از دست داد.